# Mogilewski Awtomobilny Sawod

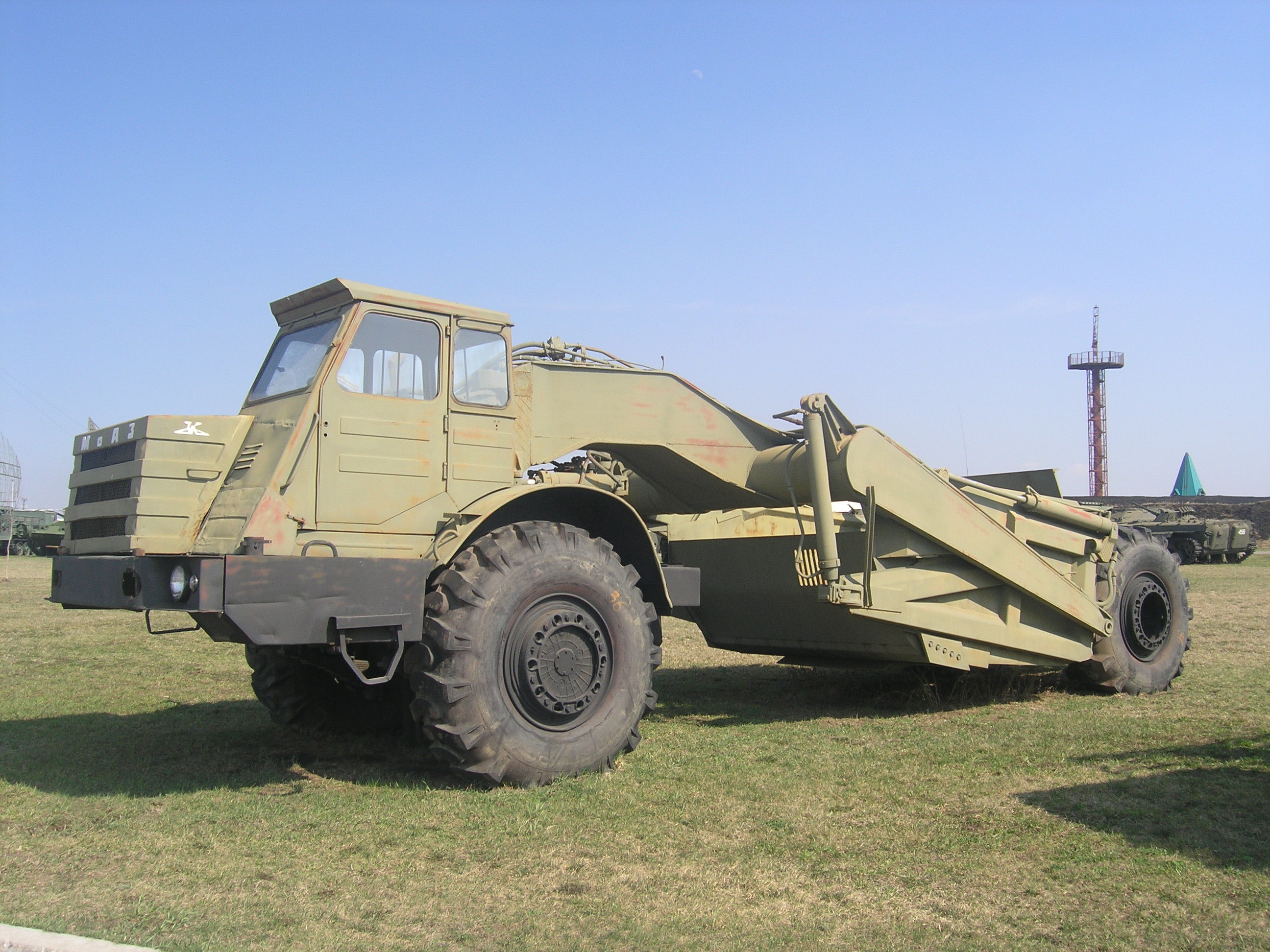
Ein MoAZ-546P-Schürfzug aus der Produktion des Werks. Die Maschine stammt aus den 1970er Jahren

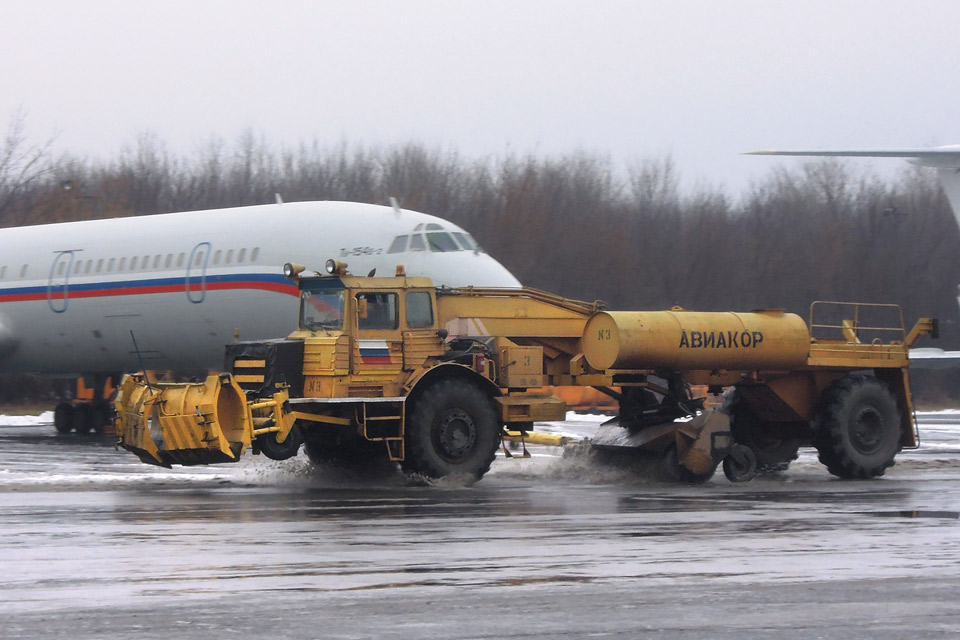
Ein MoAZ-6442 als Räumfahrzeug für Flugfelder (2010)

Das Mogilewski Awtomobilny Sawod, russisch Могилевский автомобильный завод, kurz auch als MoAZ bezeichnet, ist ein belarussischer Hersteller von schweren Baumaschinen, der in den 1930er Jahren als Reparaturwerk für Automobile gegründet wurde. Heute werden Schürfzüge, Planierfahrzeuge, Lkw-Aufbauten sowie Radlader gefertigt. Laut eigener Angabe handelt es sich um den größten Hersteller für Baumaschinen innerhalb der GUS-Staaten.

## Geschichte
Das Mogilewski Awtomobilny Sawod gründet sich historisch auf ein Reparaturwerk für Automobile, welches in Mogiljow ab dem Jahr 1932 entstand und am 9. Juli 1935 eröffnet wurde. Bereits seit den Anfangstagen führte das Werk den Beinamen S. M. Kirow, nach dem sowjetischen Parteifunktionär Sergei Mironowitsch Kirow. Dieser ist bis heute erhalten geblieben. Außerdem trug es in den Anfangsjahren auch die Werksnummer 7.
Am 18. Oktober 1940 erging durch den Rat der Volkskommissare der Sowjetunion die Anordnung, das Werk auf die Fertigung von kriegsnotwendigen Gütern umzustellen. Daraufhin begann man mit der Fertigung von Flugzeugmotoren für das sowjetische Schlachtflugzeug Iljuschin Il-2, das mit über 36.000 gefertigten Exemplaren zu einem der am häufigsten gebauten Flugzeuge der Erde werden sollte. Dazu wurden umfangreiche Umbauten im fortan als Werk Nummer 459 bezeichneten Werk notwendig. Bereits am 25. Juni 1941 erging der Befehl, die Fabrik zu evakuieren, da deutsche Truppen zu nahe an den Standort vorgedrungen waren. Die Fertigung wurde darauf nach Samara, zu diesem Zeitpunkt Kuibyschew genannt, hinter die Wolga verlegt. Nachdem die deutschen Truppen den ehemaligen Standort Mogiljow am 28. Mai 1944 wieder verloren, begann man, die Fertigung wieder zurückzuverlagern.
Am 11. Januar 1946 erging von der Sowjetregierung die Anordnung, das Werk solle zukünftig Dampfgeneratoren (eine Kombination aus elektrischem Generator und einer Dampfmaschine als Antrieb) zur lokalen Stromversorgung zu produzieren. Die Maschinen hatten eine Leistung zwischen 10 und 200 PS. Ab April 1947 wurden zusätzlich Lokomobile gefertigt.
Zur Serienproduktion verschiedener Dampfmaschinen und Generatoren übernahm das Werk zusätzlich im Februar 1956 die Fertigung von Brückenkränen mit einer Tragkraft von 5000 Kilogramm. Ab dem Juni 1958 bereitete das Unternehmen die Fertigung des MAZ-529 vor, die Ende des Jahres begann. Unter Begleitung von Experten des Minski Awtomobilny Sawod wurde so der Grundstein für die bis heute andauernde Baumaschinenproduktion gelegt. Im November 1959 schließlich konnte die erste Charge MoAZ-546E Schürfzüge hergestellt werden. Dabei handelte es sich um eine Kombination aus MAZ-529-Zugmaschine und selbst entwickeltem Anhänger (Schürfkübel).
Am 28. März 1966 erhielt das Werk seinen heutigen Namen „Mogilewski Awtomobilny Sawod“. Ab Dezember 1968 fertigte man erste Prototypen des MoAZ-6401, des ersten Muldenkippers des Werks. Dieser ging schließlich Anfang 1971 in Serie. 1979 wurde der erste MoAZ-522A-Muldenkipper gefertigt. Dabei handelte es sich um den ersten Muldenkipper aus der UdSSR mit hydrodynamischem Getriebe. In den frühen 1980er Jahren entstand eine Stahlgießerei für das Werk, die 1984 ihre Produktion aufnahm. 1987 ging ein neuer Muldenkipper mit 23 Tonnen Nutzlast in die Serienfertigung, der MoAZ-75051. 1993 begann die Produktion von SMB-049-Betonmisch-Lastkraftwagen, einem der ersten neuen Produkte des Werks nach dem Zusammenbruch der Sowjetunion. Diese wurden sowohl auf eigenen als auch auf Lkw-Chassis des MAZ-Werks ausgeliefert.
1975 wurde das Werk Mitglied in der Gemeinschaft von Fahrzeugherstellern BelAwtoMAZ. Im Jahr 2006 wurde MoAZ Teil von BelAZ. MoAZ exportiert mittlerweile mehr als 60 % der produzierten Nutzfahrzeuge mit MoAZ-Markenname in die GUS-Staaten.

## Modelle

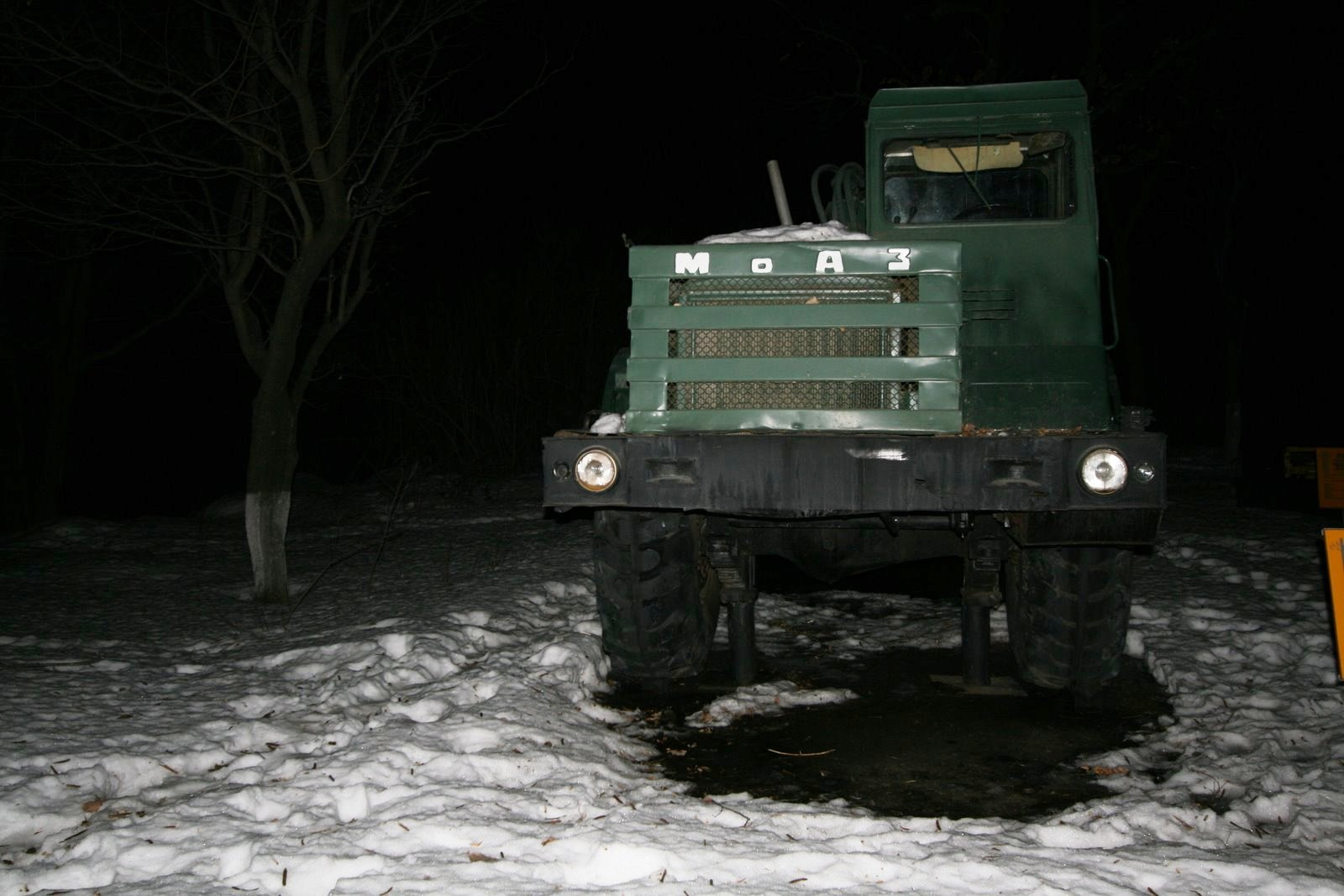
Frontansicht eines historischen MoAZ-Schürfzugs

Die aufgeführten Modelle wurden ca. mit Stand 2003 vom Werk produziert. Daneben werden auch Maschinen für den Abbau unter Tage sowie für den Bau von Tunneln gefertigt.
- SMB-060: Betonmischer (Sattelschlepper)
- SMB-049: Betonmischer (4 m³ Ladevolumen, Zweiachser)
- SMB-070: Betonmischer (6 m³ Ladevolumen, Dreiachser)
- MBZ-014: Müllwagen
- MoAZ-6442: Radfahrzeug (ähnlich einem Schürfzug, lediglich der Schürfkübel wurde durch einen einachsigen Anhänger ersetzt)
- MoAZ-7405: Muldenkipper mit Knickgelenk
- MoAZ-7529: flacher Muldenkipper für den Straßenbau
- MoAZ-75296: flacher Betonmischer für den Berg- und Tunnelbau
- MoAZ-40484: Radlader (auch mit Schiebeschild statt Schaufel)
- MoAZ-49011: Schlepper
- MoAZ-40489: Planierfahrzeug (vierrädrig, ähnlich einem großen Radlader mit Schiebeschild statt Schaufel)
- MoAZ-75051: Muldenkipper
- EC-1.00: Elektrolastkarren